# Adozione
L'adozione è un istituto giuridico che permette a un soggetto detto adottante di trattare ufficialmente un altro soggetto detto adottato come figlio, il quale può assumere il cognome dell'adottante.

## Storia dell'adozione
Una delle prime evidenze storiche dell'adozione risale al II millennio a.C.: il Codice di Hammurabi, una tra le più antiche raccolte di leggi conosciute, normava i diritti e doveri degli adottanti e degli adottati.
Nella legislazione della Roma antica la finalità prioritaria dell'adozione era quella di assicurare, a chi non aveva figli legittimi o naturali, un successore nel culto religioso degli antenati. Quando ciò accadeva, secondo le convenzioni utilizzate, il nome dell'adottato diveniva quello completo del padre adottivo più il suo nome di famiglia.
Il Codice Napoleonico normava l'adozione ma, tranne casi specifici, non prevedeva l'adozione di minori.
Il primo codice civile italiano (1865) prevede l'adozione di maggiorenni, specialmente per motivi di merito, mentre per i minorenni regolamenta l'istituto della tutela, grazie al quale individui caritatevoli possono curarsi di bambini abbandonati e meritevoli.
Un notevole cambiamento legislativo in materia si ha nel 1967 quando l'aspetto caritatevole della tutela viene trasferito direttamente all'adozione, che diventa specialmente uno strumento per soccorrere l'interesse del bambino in stato di abbandono, trascurando la questione del merito a vantaggio di un generico diritto ad avere una famiglia ritenuta idonea e stabile.
Per ciò che concerne il decaduto diritto nobilare italiano, una norma, vigente solo a partire dal 1926 e abrogata in seguito alla nascita della Repubblica Italiana, prevedeva che i figli adottivi ereditassero il cognome dell'adottante ma non potessero succedere nei predicati e nei titoli nobiliari, fatta salva una nuova investitura da parte del Re.
Il Concilio Vaticano II (18 novembre 1965), nel decreto Apostolicam Actuositatem (apostolato dei laici), cita «fra le varie opere di apostolato familiare ci sia concesso enumerare: adottare come figli propri i bambini abbandonati» valorizzando l'adozione anche all'interno della dottrina cattolica.
Il 29 maggio 1993 viene redatta la Convenzione per la tutela dei minori e la cooperazione in materia di adozione internazionale nota come Convenzione dell'Aja, ratificata dal Parlamento italiano con la legge 31 dicembre 1998, cn. 76. Al centro della convenzione c'è il minore e i suoi diritti fondamentali, compreso quello di avere una famiglia. La convenzione prevede che gli stati aderenti applichino misure prioritarie perché i minori, dove sia possibile, restino con la famiglia di origine, altrimenti ricorrano all'adozione. L'adozione internazionale viene così normata a livello sovranazionale, riconoscendola come un'«opportunità di dare una famiglia permanente a quei minori per i quali non può essere trovata una famiglia idonea nel loro Stato di origine» e viene resa più trasparente e controllata. Non tutti gli stati hanno ratificato questa convenzione, e alcuni Paesi ratificanti hanno sospeso le adozioni internazionali verso i Paesi non ratificanti (per esempio, in Bolivia non è più consentita, salvo casi eccezionali, l'adozione internazionale da parte di cittadini statunitensi, in quanto gli USA, a differenza della Bolivia, non hanno ratificato la Convenzione). Altri Paesi ratificanti hanno invece firmato accordi bilaterali con Paesi non ratificanti in modo da mantenere comunque garantiti i principi di trasparenza e sussidiarietà ispirati alla Convenzione dell'Aja.

## Legislazione italiana attuale
La legge 4 maggio 1983, n. 184, art. 27 dispone che «l'adozione fa assumere, al minore adottato, lo stato di figlio nato nel matrimonio degli adottanti, dei quali porta anche il cognome».
La stessa legge prevede la possibilità di adottare un minore sul territorio nazionale (adozione nazionale) o in uno Stato estero (adozione internazionale) aderente alla Convenzione dell'Aia per la tutela dei minori e la cooperazione in materia di adozione internazionale, oppure in un paese col quale l'Italia abbia stabilito un patto bilaterale in materia di adozione. Gli aspiranti possono dare disponibilità sia per l'adozione nazionale sia per quella internazionale per un paese straniero specifico. Generalmente, al verificarsi di un abbinamento coppia-minore in una delle due distinte procedure (nazionale e internazionale) viene sospesa l'altra, ma in alcuni casi il Tribunale per i minorenni di competenza potrebbe anche permettere alla coppia di concludere l'adozione con entrambe le procedure, qualora vengano proposti e accettati dalla coppia due distinti abbinamenti.

## Requisiti degli adottanti
La legge 4 maggio 1983, n.184 regolamenta i requisiti sia per l'adozione nazionale sia per quella internazionale. Nel caso di adozione internazionale lo Stato estero potrebbe porre criteri restrittivi rispetto alla legge italiana.
I requisiti fondamentali stabiliti dalla legge italiana, in sintesi, sono i seguenti:
- L'adozione è consentita a coniugi uniti in matrimonio da almeno tre anni. Tra i coniugi non deve sussistere e non deve aver avuto luogo negli ultimi tre anni separazione personale neppure di fatto. Il periodo dei 3 anni può essere raggiunto computando anche un eventuale periodo di convivenza pre-matrimoniale more uxorio.
- La differenza di età tra gli adottanti e l'adottato deve essere compresa dai 18 ai 45 anni. Uno solo dei due coniugi può avere una differenza di età superiore ai 45 anni, a patto che la sua età non superi i 55 anni. Inoltre il limite può essere derogato se i coniugi siano genitori di figli anche adottivi dei quali almeno uno sia in età minore, o quando l'adozione riguardi un fratello o una sorella del minore già dagli stessi adottato.
- Gli adottanti devono essere effettivamente idonei a educare, istruire e mantenere i minori che intendono adottare. Questo punto viene verificato dal Tribunale per i minorenni di competenza tramite i servizi socio-assistenziali degli Enti locali.
- Nel 2025 la Corte Costituzionale ha aperto ai single la possibilità di adottare un minore straniero[8].

## Procedura per intraprendere un'adozione
Le coppie italiane che decidono di adottare, devono seguire una procedura di adozione particolarmente complessa, volta a garantire l'interesse del minore a vivere in una famiglia adeguata alle sue caratteristiche e necessità.
L'interesse dei coniugi, quello di costituire una famiglia, è considerato secondario rispetto all'interesse del minore.
La procedura per l'adozione nazionale e quella per l'adozione internazionale, differiscono essenzialmente perché nella seconda attore preponderante è l'autorità del paese straniero del minore, rispetto al quale operano gli Enti Autorizzati, che svolgono una doppia funzione: fornitore di servizi per la coppia italiana che intende adottare e al tempo stesso garante dell'applicazione delle disposizioni dell'autorità estera in Italia.

## Dichiarazione di adottabilità del minore
Il minore è dichiarato adottabile dal Tribunale per i Minorenni, quando è in stato di abbandono, privo di assistenza morale e materiale da parte dei genitori e dei parenti tenuti a provvedervi (nonni, zii, cugini maggiorenni e fratelli maggiorenni) a meno che la privazione sia temporanea e dovuta a impedimenti di forza maggiore.
Il minore che è stato affidato a una comunità di accoglienza o si trova in affidamento familiare, può essere dichiarato adottabile nel caso in cui la famiglia di origine non mantenga stretti contatti con il bambino unitamente a un valido rapporto affettivo ed educativo.

## Adozioni illegali
I termini adozione illegale e racket delle adozioni sono spesso usati dai mass media per indicare alcuni fenomeni criminali legati al commercio dei bambini.

Nel settembre del 2007, in un'inchiesta del settimanale L'Espresso, è stata segnalata l'esistenza di un racket in Nepal dove, secondo il settimanale, molti orfanotrofi privati a fini di lucro toglierebbero i bambini ai genitori naturali con l'inganno per farli dichiarare adottabili. Comunque già dall'11 giugno 2007, la Commissione per le Adozioni Internazionali italiana aveva annunciato il blocco delle adozioni dal Nepal per consentire la modifica della normativa in modo da renderla più trasparente, arginare il fenomeno dell'illegalità e renderla così conforme ai principi della Convenzione dell'Aia.
In Italia è ancora non disciplinata la adozione da parte di coppie dello stesso sesso, anche se la giurisprudenza italiana si è dimostrata aperta a casi di adozioni in ipotesi particolari.

## Diritto dell’adottato di accedere alle origini familiari e genetiche
L'ammissione del diritto al parto anonimo nella legge italiana fa prevalere il diritto della madre rispetto al diritto del figlio, escludendo a posteriori qualsiasi richiesta del figlio di ottenere informazioni sulla propria genesi familiare e/o genetica.

Tuttavia, a differenza dell'Italia, per il principio del bilanciamento fra due diritti parimenti meritevoli di tutela, alcuni Paesi dell’Europa continentale (Germania, Svizzera, Olanda e Spagna) riconoscono il diritto dell’adottato adulto di accedere alle proprie origini familiari e genetiche.
 
La sentenza n. 278 del 22 novembre 2013 della Corte Costituzionale, ribaltando il proprio precedente indirizzo, ha ammesso che il figlio abbandonato può conoscere l'identità della madre. Negli ambienti giuridici, viene vista come una dichiarazione di parziale incostituzionalità dell'attuale normativa in Italia (l’art. 28 comma 7 della Legge n. 184/1983) che, ancora oggi, non prevede su richiesta del figlio adulto, la possibilità per il giudice di interpellare la madre che abbia dichiarato di non voler essere nominata, ai fini di una eventuale revoca di tale dichiarazione, sia pure attraverso un procedimento stabilito da una legge che assicuri la massima riservatezza.